# The Lejrbåls
The Lejrbåls var et dansk orkester, der eksisterede fra 1986 til 1987. Bandet bestod af: Maria Bramsen (vokal), Michael Bruun (guitar), Poul Halberg (guitar), Jan Sivertsen (trommer), Jette Schandorf (bass), Aage Hagen (keyboards) og Henrik Stanley Møller (keyboards) - alle tidligere medlemmer af henholdsvis Tøsedrengene og Halberg Larsen.
Bandet nåede kun at udgive ét album "The Lejrbåls" i 1987. Trods lunkne anmeldelser og et dårligt albumsalg nød The Lejrbåls dog stor succes live.
Det lidt besynderlige navn skulle være opstået under en støjforstyrret diskussion af bandnavn, hvor et forslag lød på The Reliables. Det blev imidlertid hørt som The Lejrbåls i den anden ende af lokalet.

## Diskografi
- The Lejrbåls (1987)